# Glossadelphus cocoensis
Glossadelphus cocoensis là một loài Rêu trong họ Hypnaceae. Loài này được (R.S. Williams) E.B. Bartram mô tả khoa học đầu tiên năm 1933.